# Tanana (Alaska)
|  | Per a altres significats sobre Tanana, vegeu «Tanana (desambiguació)». |

Tanana (pronunciat [ˈtænəˌnɑ]) és una petita ciutat d'Alaska, als Estats Units a la confluència dels rius Tanan i Yukon. L'any 2000 tenia 308 habitants, però la població va minvant: el 2020 en quedaven 243 i el 2024 només 230.Abans la colonització, era coneguda com Nucchalawoyya, el que vol dir en llengua tanana «on es barregen els dos rius».
Era el lloc de trobaba dels tres gups d'atapascanes que solien trobar-se durant un més a la primavera abans d'anar-se als campaments d'estiu. El 1880 la Alaska Commercial Company hi va crear Harper's Station, una oficina comercial, 21 km riu avall del municipi actual. Un any despré missioners de l'Església d'Anglaterra del Canadà hi van construir una missió.
Durant la segona guerra mundial hi havia un aerodrom militar, per a abastar els avions que els Estats-Units van donar en prèstec a la Unió Soviètica per combatre el règim nazi alemany. Durant eels anys 1950 va rebre l'estatut de ciutat de primera categoria, governat pel Consell Tribal de Tanana.